# 南巡講話
南巡講話（なんじゅんこうわ）とは、鄧小平が1992年1月から2月にかけて武漢、深圳、珠海、上海などを視察し、重要な声明を発表した一連の行動。

## 概要
国内外の情勢を分析し、第11期3中全会以来の中国共産党（以下、党と呼ぶ）の主な実践と経験は全て終結し、日ごろの混乱と思想統制の多くの重要な認識問題に対して、明確に答えた。計画と市場は全て経済的手段であり、社会主義と資本主義の質において違いはないと指摘した。
その内容は、「社会主義の本質は生産力の自由、生産力の発展、搾取の削減、対立勢力の分裂をなくし、最終的には共に裕福になることである。基準の判断の是非を問う。主に考えてほしいのは社会主義の発展が社会の生産力に有益かどうか、社会主義の高まりは国家の総合的な国力に有益かどうか、人民の生活レベルを上げることは有益かどうか。チャンスを掴み続け、思い切った改革をし、発展に弾みをつけ、党の基本的な方針を長く維持し揺るぎないものとする」といったもの。

## 背景
政治改革派の趙紫陽総書記とそのグループが1989年6月の六四天安門事件で失権し、事件を非難する西側が経済制裁を行った。これによって鄧小平が唱導した改革開放路線にもブレーキがかかり、「和平演変」（西側が平和裏に中国の体制を覆すこと）を警戒すべきとする保守派の発言力が強まり、11月の第13期5中全会では中央のマクロコントロールを強化するなど調整策の継続が決まった。
1990年1月、北京全市に発令された戒厳令が解除されるとまもなく、人民日報はブルジョワ自由化を批判し社会主義堅持を発表した。戒厳令解除に伴う経済制裁の解除にもかかわらず外資の投資は回復せず経済成長は停滞した。保守派長老である陳雲の鳥籠経済論が絶賛され、鄧小平の改革開放路線が間接的に批判されることもしばしば起こった。
第8次5カ年計画に期待が集まる中、地方の指導者を集めた会議で発表された最終案は葉選平広東省省長、朱鎔基上海市党委書記らから相次いで不満が飛び出した。最終案を作成した保守派の姚依林は修正から外され、12月に延期された7中全会でようやく再修正案が採択された。
4月に国家中央軍事委員会主席のポストを江沢民に譲り、完全引退を公言していた鄧小平は、江沢民指導部に講話などは行うものの外部には発表されず、陳雲ら保守派とも表立って争わなかったが、保守派の台頭で改革開放が停滞する現状を打破するため、1991年からは保守派攻撃を開始した。鄧小平は例年とは異なり旧正月を上海で過ごし、工場や合弁企業を視察する中で浦東地区の開発を進め、上海市を金融都市にするよう朱鎔基に話した。
2月4日、上海市党委員会の機関紙である『解放日報』に、上海で語った内容や7中全会の精神が大きく反映された、皇甫平なる署名で改革開放を推し進める文章が発表された。『改革開放の導きの羊になれ』と題された最初の論文は、1991年が未年であることにちなみ、12年前の未年以来の改革開放の実績を評価、また改革の年と位置づけ、60年後の未年に中国が中等国へ成長するとした目標を立て、上海がその牽引をする「導きの羊」となるよう求めた。
3月2日には『改革開放は新しい思考の道を持たねばならない』、「市場経済にも計画が、社会主義にも市場がある」「一部の同志は計画経済を社会主義と、市場経済と資本主義を同一視し、市場主義の後ろには資本主義の幽霊が潜んでいると考えている」と、3月22日には『開放拡大の意識をさらに強固に』で「姓社姓資論争をやっていては機会を失う」と続けて保守派を批判。
最後となる『改革開放には徳才兼備の幹部が必要』は、2週間前に閉幕した全人代で朱鎔基と鄒家華を副総理に抜擢した経緯を説明し、また銭其琛を国務委員に昇格させ、さらに六四天安門事件で趙紫陽と共に失脚した胡啓立、閻明復、芮杏文を副部長（次官）に復活させるなど、李鵬、姚依林など保守派だけでなく文字通り右顧左眄する江沢民に揺さぶりをかけた。
保守派は「社会主義か資本主義かを問うのは、現実に二種類の改革観があり、問わなければ境界が曖昧になる」と非難したのを皮切りに、中央宣伝部傘下の雑誌が姓社姓資論争を激化させ、鄧小平を「資本主義の道を行く実権派」と表現したこともあった。また、9月には陳野蘋元中央宣伝部副部長が「徳才兼備は徳が主－幹部選抜の標準」を陳雲の過去の発言を借りて、生産力を基準とし徳（共産党への忠誠）を軽視して幹部人用を行った趙紫陽を名指しで批判し、彼を抜擢した鄧小平をも暗に批判した。11月には呂楓中央組織部長も第14期中央委員や党大会の代表選出基準が「徳才兼備は徳が主」と発言した。
同じころ、ソ連保守派がクーデター未遂事件を起こし、権力を握ったエリツィン大統領はついにソ連を解体することになるが、保守派は国内のブルジョワ自由化は国外の敵対勢力が進める和平演変に呼応したもの」と反和平演変を展開する。「敵対勢力」とは西側を指し、西側と協調して経済建設を重点に置けと命じた鄧小平を再度批判し、「ブルジョワ階級とプロレタリア階級の矛盾と闘争はなお存在する」と階級闘争まで持ち出した。
1992年秋に予定されていた第14回党大会人事で保守化が強まることに歯止めをかけ、改革開放路線の巻き返しをはかるため、既に引退して久しい鄧小平は突如湖北省武漢に現れ、宋平、李錫銘、鄧力群など保守派の名前を出して「レッテル張りをしている」と批判し、西側との経済協力を和平演変の手段と非難する保守派を厳しく断罪した。この談話は党中央に送られた。
続いて深圳市を訪れ、「発展が絶対的道理だ。深圳の発展は実際に基づいて仕事をした結果」と語り、経済特区に反対していた陳雲、李先念らを批判した。珠海では「改革開放に反対するものは誰だろうと失脚する」と続けて批判を加えた。楊尚昆は「改革開放と発展に有利な政策は全て支持」すると表明し、また劉華清党中央軍事委員会副主席ら軍高官も広東省に集まり、軍の支持を取り付ける。視察の最終地である上海で楊尚昆と共に上海市党、政府、軍責任者と春節（旧正月）を祝い再度改革開放について述べた。それまで無視していた党中央は2月12日の政治局拡大会議で全党に学習を呼びかけるよう求めた。

## 影響
3月に開催された全人代の政治活動報告で、李鵬は市場経済の必要性を強調して調整政策は終結を迎える。改革開放の最大の障壁となっていた保守派トップである陳雲は「過去に有効だった方法は既に適用できなくなった」と自身の誤りを認めるに至り、経済政策を牛耳っていた保守派は壊滅した。海外からの投資が再度活発になり、中国の成長を牽引することとなった。
また、鄧小平は南巡講話で「中東には石油があるが、中国にはレアアースがある。中国はレアアースで優位性を発揮できるだろう」（中東有石油、中国有稀土、一定把我国稀土的優勢発揮出来）とも述べ、当時世界の埋蔵量の85％も中国に存在したとされるレアアースの戦略的価値を重視する路線も決定づけたとされる。1983年の863計画から鄧小平は「中国希土類化学の父」と呼ばれる徐光憲とレアアース産業の恒久的支配を推し進めており、1989年に中国は世界最大のレアアース生産国となり、日本で中国とのレアアース貿易摩擦が問題となる2010年代に入るころには中国は産地として世界の97%も供給する独占的な地位を手に入れることに成功していた。